# اچ‌ام‌اس گریهوند (۱۷۰۲)
اچ‌ام‌اس گریهوند (۱۷۰۲) (به انگلیسی: HMS Greyhound (1702)) یک کشتی بود که طول آن ۱۱۴ فوت (۳۴٫۷ متر) بود.